# とも座L2星
とも座L2星（ともざL2せい、L2 Puppis、L2 Pup）は、太陽系からとも座の方向約183光年の位置にある赤色巨星で変光星。既知の漸近巨星分枝星の中では太陽系に最も近いところに位置する星の1つ。98秒離れたところにある11.69等のB星は見かけの二重星である。
脈動変光星で、SRB型の半規則型変光星に分類されている。2017年改訂の変光星総合カタログ第5.1版によれば2.6等と6.2等の間を変光するとされているが、アメリカ変光星観測者協会によれば2.6等と8.0等の間を変光するとされている。周期は140.6日。SRB型は半規則型変光星の中でも周期が不規則に変動する赤色巨星が分類される型であり、この星も脈動に伴いスペクトル型 がM5IIIe-M6IIIeの間を変化する。
2005年の研究では、ミラ型変光星のようにκ-機構によって励起される脈動で変光する変光星と、はくちょう座W星のような真の半規則型変光星との中間的な、両方のメカニズムによる脈動で変光しているとされた。
2015年に、ヨーロッパ南天天文台の超大型望遠鏡VLTによる観測で、漏斗状の塵が星を挟んで対称的な形で囲んでいる姿が撮像された。この形態から、この星は漸近巨星分枝の後期にあり、双極性惑星状星雲の形成の初期段階にあると考えられている。また、この観測で中心星から2天文単位 (au) 付近に確認された小天体は、2016年にALMAによる観測によって、4.69年の周期で軌道長半径2.43 auの軌道を周回していることが確認された。質量は12±16 MJ（木星質量）と不確かさが大きいが、太陽系外惑星または褐色矮星と考えられている。